# 1958–1959-es norvég labdarúgó-bajnokság (első osztály)
Az 1958–1959-es Hovedserien volt a 15. alkalommal megrendezett, legmagasabb szintű labdarúgó-bajnokság Norvégiában.
A címvédő a Viking volt. A szezont a Lillestrøm csapata nyerte, a bajnokság történetében először.

## Tabellák

### A csoport
| Hely. | Csapat        | M  | Gy | D | V | G+ | G– | Gk  | P  | Továbbjutás vagy kiesés    |
| ----- | ------------- | -- | -- | - | - | -- | -- | --- | -- | -------------------------- |
| 1.    | Fredrikstad   | 14 | 8  | 6 | 0 | 34 | 14 | +20 | 22 | Továbbjutott a döntőbe     |
| 2.    | Eik           | 14 | 7  | 4 | 3 | 26 | 15 | +11 | 18 |                            |
| 3.    | Viking        | 14 | 7  | 3 | 4 | 25 | 17 | +8  | 17 |                            |
| 4.    | Sandefjord    | 14 | 4  | 4 | 6 | 19 | 21 | −2  | 12 |                            |
| 5.    | Brann         | 14 | 5  | 2 | 7 | 21 | 27 | −6  | 12 |                            |
| 6.    | Greåker (F)   | 14 | 4  | 4 | 6 | 19 | 25 | −6  | 12 |                            |
| 7.    | Asker (K)     | 14 | 3  | 5 | 6 | 18 | 19 | −1  | 11 | Kiesett a Lansdelsserienbe |
| 8.    | Årstad (F, K) | 14 | 3  | 2 | 9 | 12 | 36 | −24 | 8  | Kiesett a Lansdelsserienbe |

### B csoport
| Hely. | Csapat         | M  | Gy | D | V  | G+ | G– | Gk  | P  | Továbbjutás vagy kiesés    |
| ----- | -------------- | -- | -- | - | -- | -- | -- | --- | -- | -------------------------- |
| 1.    | Lillestrøm (B) | 14 | 9  | 1 | 4  | 36 | 25 | +11 | 19 | Továbbjutott a döntőbe     |
| 2.    | Larvik Turn    | 14 | 5  | 6 | 3  | 38 | 25 | +13 | 16 |                            |
| 3.    | Strømmen       | 14 | 5  | 6 | 3  | 27 | 20 | +7  | 16 |                            |
| 4.    | Skeid          | 14 | 6  | 3 | 5  | 28 | 18 | +10 | 15 |                            |
| 5.    | Raufoss        | 14 | 5  | 5 | 4  | 24 | 19 | +5  | 15 |                            |
| 6.    | Odd            | 14 | 5  | 3 | 6  | 23 | 29 | −6  | 13 |                            |
| 7.    | Freidig (F, K) | 14 | 5  | 2 | 7  | 34 | 38 | −4  | 12 | Kiesett a Lansdelsserienbe |
| 8.    | Kapp (F, K)    | 14 | 2  | 2 | 10 | 19 | 55 | −36 | 6  | Kiesett a Lansdelsserienbe |

## Meccstáblázatok

### A csoport
| Hazai \ Vendég | ÅRS | ASK | SKB | EIK | FFK | GRE | SBK | VIK |
| -------------- | --- | --- | --- | --- | --- | --- | --- | --- |
| Årstad         | —   | 0–5 | 2–3 | 2–1 | 0–3 | 0–3 | 2–2 | 2–1 |
| Asker          | 1–1 | —   | 0–0 | 0–0 | 1–3 | 1–3 | 1–1 | 0–1 |
| Brann          | 3–0 | 4–2 | —   | 1–2 | 1–2 | 2–1 | 1–1 | 1–2 |
| Eik            | 4–0 | 0–3 | 6–0 | —   | 2–2 | 2–0 | 2–0 | 1–1 |
| Fredrikstad    | 3–1 | 1–1 | 4–0 | 4–0 | —   | 3–3 | 1–1 | 3–3 |
| Greåker        | 0–2 | 1–0 | 0–4 | 1–1 | 1–1 | —   | 3–2 | 2–4 |
| Sandefjord     | 2–0 | 3–1 | 4–1 | 0–2 | 0–3 | 2–0 | —   | 0–1 |
| Viking         | 5–0 | 1–2 | 1–0 | 1–3 | 0–1 | 1–1 | 3–1 | —   |

### B csoport
| Hazai \ Vendég | FRE | KAP  | LAR | LIL | ODD | RAU | SKD | STR |
| -------------- | --- | ---- | --- | --- | --- | --- | --- | --- |
| Freidig        | —   | 8–3  | 3–3 | 1–3 | 4–2 | 2–0 | 1–4 | 3–1 |
| Kapp           | 1–5 | —    | 0–7 | 5–2 | 0–2 | 1–0 | 1–2 | 1–1 |
| Larvik Turn    | 0–0 | 10–2 | —   | 2–4 | 5–1 | 1–1 | 1–4 | 3–1 |
| Lillestrøm     | 3–2 | 3–1  | 0–1 | —   | 6–1 | 7–1 | 1–0 | 2–0 |
| Odd            | 4–2 | 6–1  | 0–0 | 1–2 | —   | 2–1 | 0–5 | 0–0 |
| Raufoss        | 4–0 | 1–0  | 5–1 | 5–2 | 1–1 | —   | 3–0 | 1–1 |
| Skeid          | 4–0 | 6–1  | 2–2 | 0–0 | 0–3 | 0–0 | —   | 0–3 |
| Strømmen       | 6–3 | 2–2  | 2–2 | 5–1 | 2–0 | 1–1 | 2–1 | —   |

## Döntő
- Lillestrøm 2–2 (h.u.) Fredrikstad
- Újrajátszás: 4–1